# سقوط آزاد (فیلم ۱۹۹۴)
«سقوط آزاد» (انگلیسی: Freefall) فیلمی در ژانر اکشن است که در سال ۱۹۹۴ منتشر شد. از بازیگران آن می‌توان به اریک رابرتز و جفری‌دیوید فاهی اشاره کرد.